# Dictado (película)
Dictado es un thriller psicológico del productor y director de cine Antonio Chavarrías producido por Oberon Cinematográfica y protagonizada por Juan Diego Botto, Bárbara Lennie, Mágica Pérez y Nora Navas.

## Sinopsis
Tras quedarse huérfana, Julia es acogida por Laura y Daniel, un amigo de la infancia de su padre. La presencia de la niña va haciendo que Daniel se sienta desplazado, su malestar aumenta cuando empieza a sentir como amenaza algunas de las acciones de la niña y a ver en ella las claves de un pasado terrorífico que había decidido enterrar.